# Jamie Watt
Jamie Watt (Dundee, 11 januari 1994) is een Schots-Nederlands voetballer die als doelman speelt.

## Clubcarrière
Watt speelde in de jeugd van RKVV Haelen tot hij werd opgenomen in de jeugdopleiding van Helmond Sport en VVV-Venlo. Hij debuteerde op 22 september 2014 in het betaald voetbal toen hij tijdens een wedstrijd van Helmond Sport tegen FC Emmen aan het begin van de tweede helft de geblesseerd geraakte Wouter van der Steen verving. Een doorbraak als eerste doelman kwam er niet. Watt werkte in de zomer van 2016 een proefperiode af bij Jong PSV en werd hier daarna op amateurbasis opgenomen in de selectie. Jong PSV had de noodzaak om een extra doelman aan te trekken vanwege blessureleed van Luuk Koopmans.

## Statistieken
| Seizoen         | Club            | Competitie      | Competitie | Competitie | Beker | Beker | Internationaal | Internationaal | Totaal | Totaal |
| Seizoen         | Club            | Competitie      | Wed.       | Dlp.       | Wed.  | Dlp.  | Wed.           | Dlp.           | Wed.   | Dlp.   |
| --------------- | --------------- | --------------- | ---------- | ---------- | ----- | ----- | -------------- | -------------- | ------ | ------ |
| 2014/15         | Helmond Sport   | Eerste divisie  | 3          | 0          | 1     | 0     | —              | —              | 4      | 0      |
| 2015/16         | Helmond Sport   | Eerste divisie  | 0          | 0          | 0     | 0     | —              | —              | 0      | 0      |
| 2016/17         | Jong PSV        | Eerste divisie  | 0          | 0          | 0     | 0     | —              | —              | 0      | 0      |
| 2017/18         | Helmond Sport   | Eerste divisie  | 0          | 0          | 0     | 0     | —              | —              | 0      | 0      |
| 2018/19         | Helmond Sport   | Eerste divisie  | 0          | 0          | 0     | 0     | —              | —              | 0      | 0      |
| Carrière totaal | Carrière totaal | Carrière totaal | 3          | 0          | 1     | 0     | 0              | 0              | 4      | 0      |

Bijgewerkt t/m 3 mei 2019